# Cophophlebia tullia
Cophophlebia tullia är en fjärilsart som beskrevs av Fawcett 1915. Cophophlebia tullia ingår i släktet Cophophlebia och familjen mätare. Inga underarter finns listade i Catalogue of Life.